# Murray Bail
Murray Bail, né le 22 septembre 1941  à Adélaïde en Australie-Méridionale, est un écrivain australien.

## Biographie
Il obtient le prix Miles Franklin et le Commonwealth Writers' Prize (en) en 1999 pour Eucalyptus.

## Œuvres traduites en français
- Eucalyptus [« Eucalyptus »], trad. de Michèle Albaret-Maatsch, Paris, Éditions Robert Laffont, coll. « Pavillons », 1999, 268 p.  (ISBN 2-221-08761-5)
- Les Pages [« The Pages »], trad. de Claire Chabalier et Louise Chabalier, Montréal Paris, Canada-France, Éditions Les Allusifs, 2009, 240 p.  (ISBN 978-2-922868-97-5)
- La Traversée [« The Voyage »], trad. de Patrice Repusseau, Arles, France, Actes Sud, coll. « Lettres des antipodes », 2013, 195 p.  (ISBN 978-2-330-01830-6)
- Lui. [« He. »], trad. de France Camus-Pichon, Arles, France, Actes Sud, coll. « Un endroit où aller », 2024, 178 p.  (ISBN 978-2-330-18941-9)